# MITS Altair 8800b
MITS Altair 8800b (Altair 8800b) је био професионални рачунар фирме MITS који је почео да се производи у Сједињеним Америчким Државама од 1976. године.
Користио је Intel 8080A као микропроцесор. RAM меморија рачунара је имала капацитет од 2 KB. 
Као оперативни систем коришћена је хексадецимална тастатура или октални панел за унос.

## Детаљни подаци
Детаљнији подаци о рачунару Altair 8800b су дати у табели испод.
|                       |                                                    |
| [ 1 ]                 |                                                    |
| Произвођач            |                                                    |
| Тип                   | професионални рачунар                              |
| Меморија              | 2 KB                                               |
| Поријекло             | Сједињене Америчке Државе                          |
| Година                | 1976                                               |
| Тастатура             | зависно од видео терминала                         |
| Процесор              |                                                    |
| Фреквенција процесора | 2                                                  |
| RAM                   | 2 KB                                               |
| ROM                   | нема ROM у основној верзији                        |
| Текст                 | нема показивач                                     |
| Графика               |                                                    |
| Боја                  |                                                    |
| Звук                  | нема                                               |
| Димензије             | непознато                                          |
| Портови               |                                                    |
| Оперативни систем     | хексадецимална тастатура или октални панел за унос |